# Ірена Квятковська
Ірена Квятковська, у шлюбі Кельська (нар. 17 вересня 1912, Варшава, пом. 3 березня 2011, Констанцин-Єзьорна ) — польська акторка театру, кіно та телебачення, артистка кабаре, дикторка.

## Біографія

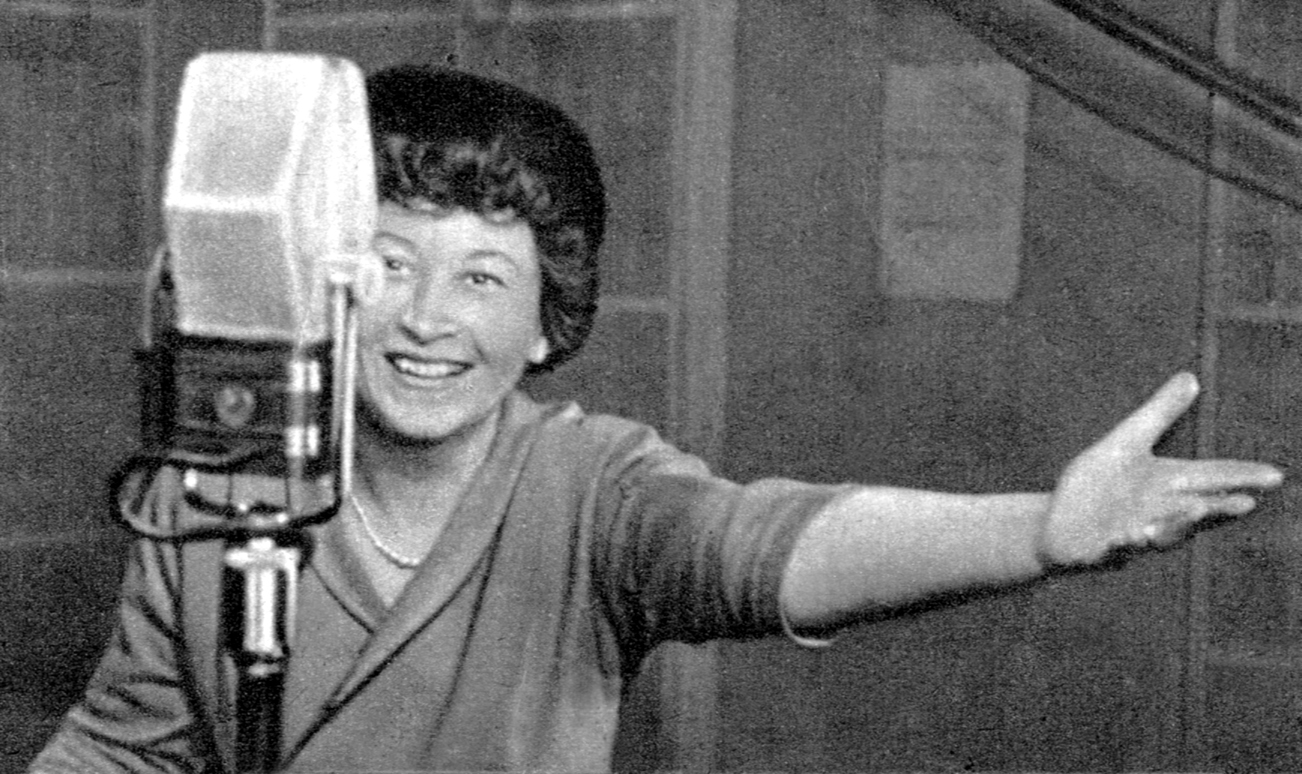
Ірена Квятковська, 1949 р

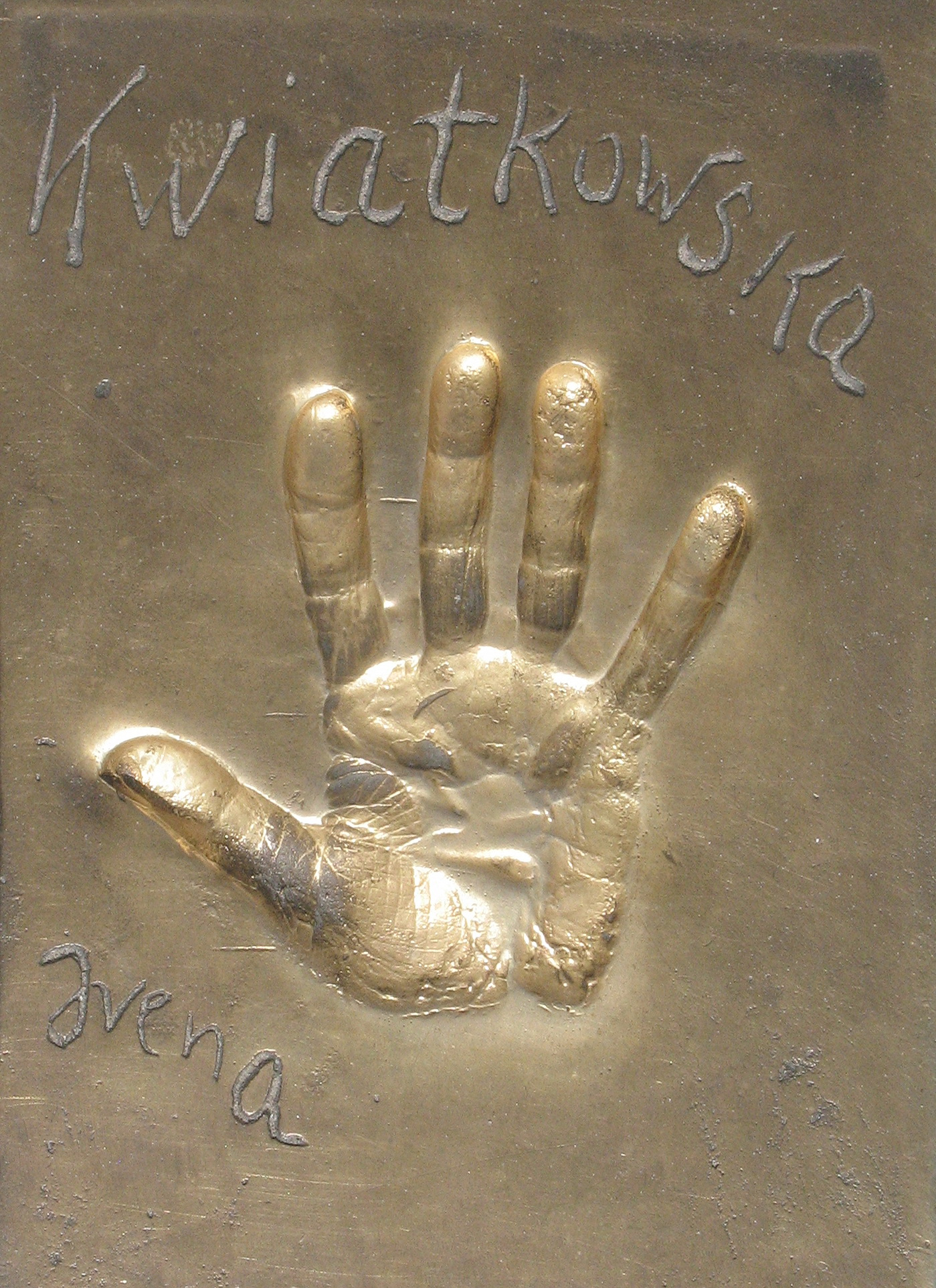
Відбиток руки І. Квятковської на Алеї зірок у Мендзиздроє

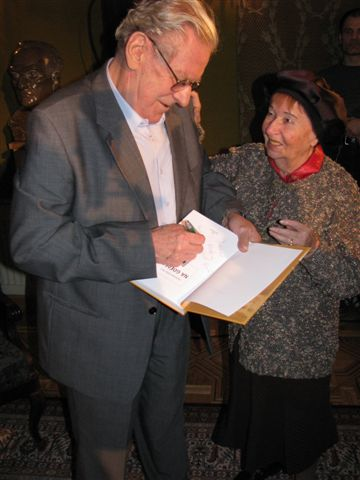
Ірена Квятковська з Вєславом Ґоласом, Варшава, 4 квітня 2008 р.

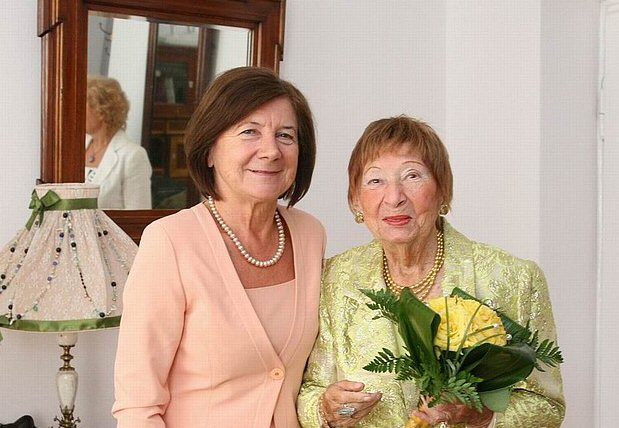
Ірена Квятковська з Марією Качинською, 16 вересня 2009 р.

Донька верстальника Криспіна Станіслава Квятковського (1876—1950) та Маріанни, до шлюбу Барабас (1877—1945).
Випускниця тодішньої жіночої державної гімназії ім Клементини Гоффманової у Варшаві. У 1935 році закінчила акторський факультет Національного інституту театрального мистецтва під керівництвом, Олександра Зельверовича. Дебютувала в театрі Кирила Варшавського, куди її запросив Фридерик Яросий. До початку війни грала в Театрі Універсал (пол. Powszechnym) у Варшаві, Новому театрі в Познані та Польському театрі в Катовіце.
Під час німецької окупації працювала на кухні асоціації польських сценічних артистів АХСП, а також на інших підробітках. Була солдатом Армії Крайової, брала участь у Варшавському повстанні як зв'язкова в штабі групи «Північ» (псевд. «Катаржина»), грала в повстанському театрі по шпиталях і підвалах. Після війни на прохання Костянтина Ільдефонса Галчинського та Антонія Богдзевича виїхала до Кракова. Там виступала в кабаре Сім котів (пол.Siedem Kotów), де Галчинський писав для неї вірші, пісні та етюди. Тут, у складі Театру Зелений гусак (пол. Zielona Gęś), Галчинський спеціально для Ірени Квятковської створив постать Герменеґільди Коцюбінської, герметично-співчутливої поетеси. З 1948 пов'язаний з варшавськими сценами. Вона зіграла понад сотню театральних ролей, 20 ролей у кіно та на телебаченні (зокрема, роль матері Павла у серіалі Громадянська війна та робітниці у Сорокарічна (пол. Czterdziestolatku)). Виступала в кабаре «Одуд» (пол. «Dudek») і «Кабаре літніх джентльменів».
У 1953—1956 рр. викладала у Варшавській Театральна академія імені Александра Зельверовича (пол.PWST). Майже 65 років співпрацювала з Польським радіо. Там працювала дикторкою, брала участь у записі багатьох радіопрограм, особливо для дітей. Вона читала їм вірші Яна Бжехви та Юліана Тувіма (її виконання «Пташиного радіо» Тувіма досі вважається однією з найвидатніших інтерпретацій поеми у ХХ столітті), наступні епізоди Пригоди Пластуся (пол. Przygód Plastuś) (Марія Ковнацька), Книги Пригоди Тома Соєра (Марк Твен) і Енн із Зелених Дахів (Люсі Мод Монтгомері). Також виступала в у радіопередечі Чаювання біля мікрофона (пол. Podwieczorek przy mikrofonie). Польське радіо нагородило її «Золотим і діамантовим мікрофоном» і «Великий блиск».

## Особисте життя
Її чоловіком з 1948 року і до смерті в 1993 році був Болеслав Кельський (1915—1993), диктор Польського радіо. Ірена Квятковська була бездітною. Від першого шлюбу з Ядвігою Козакевич Болеслав Кельський мав сина — Анджея Кельського.

## Смерть і поховання

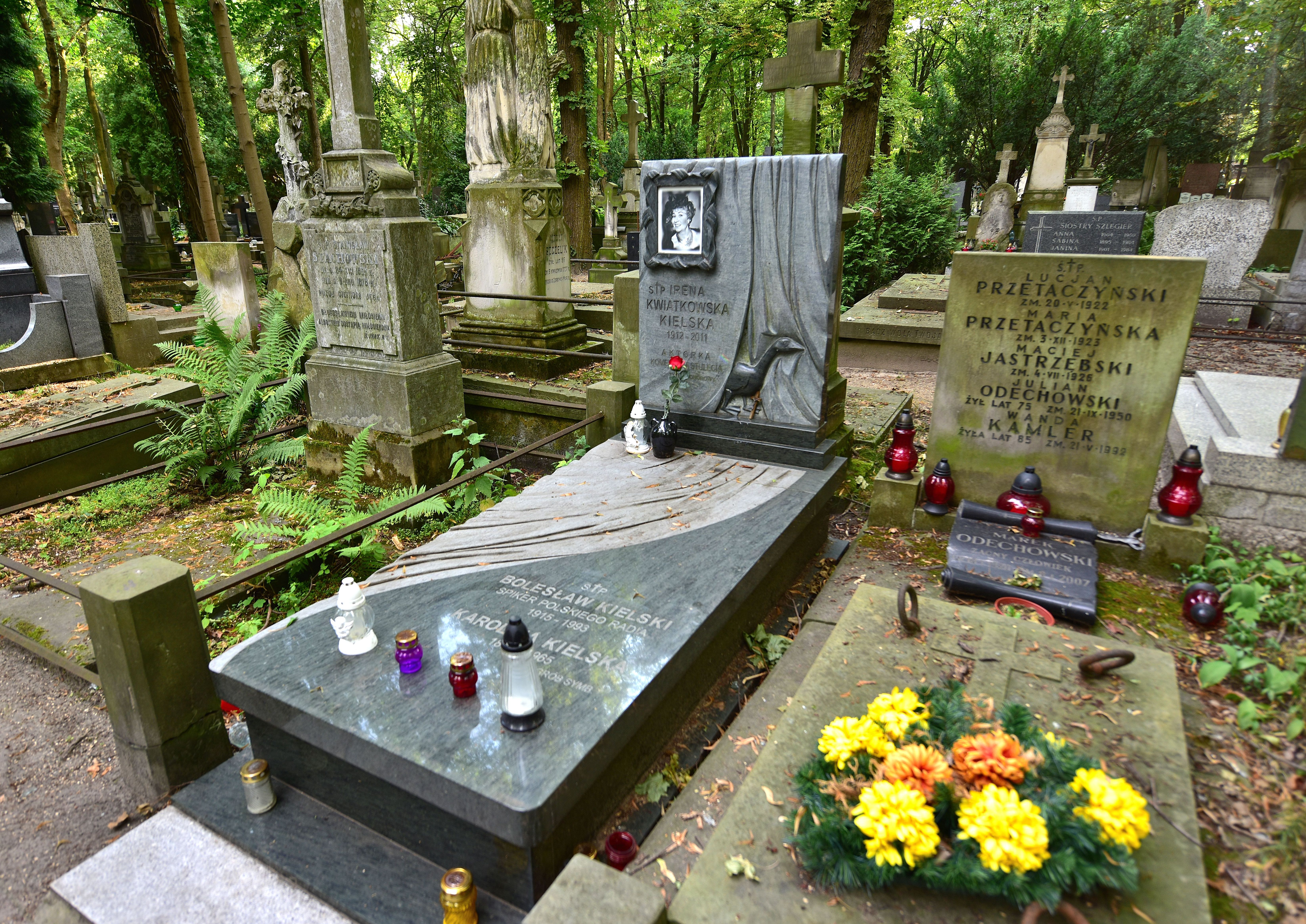
Могила Ірени Квятковської та її чоловіка Болеслава Кельського на Старому Повонзькому кладовищі у Варшаві

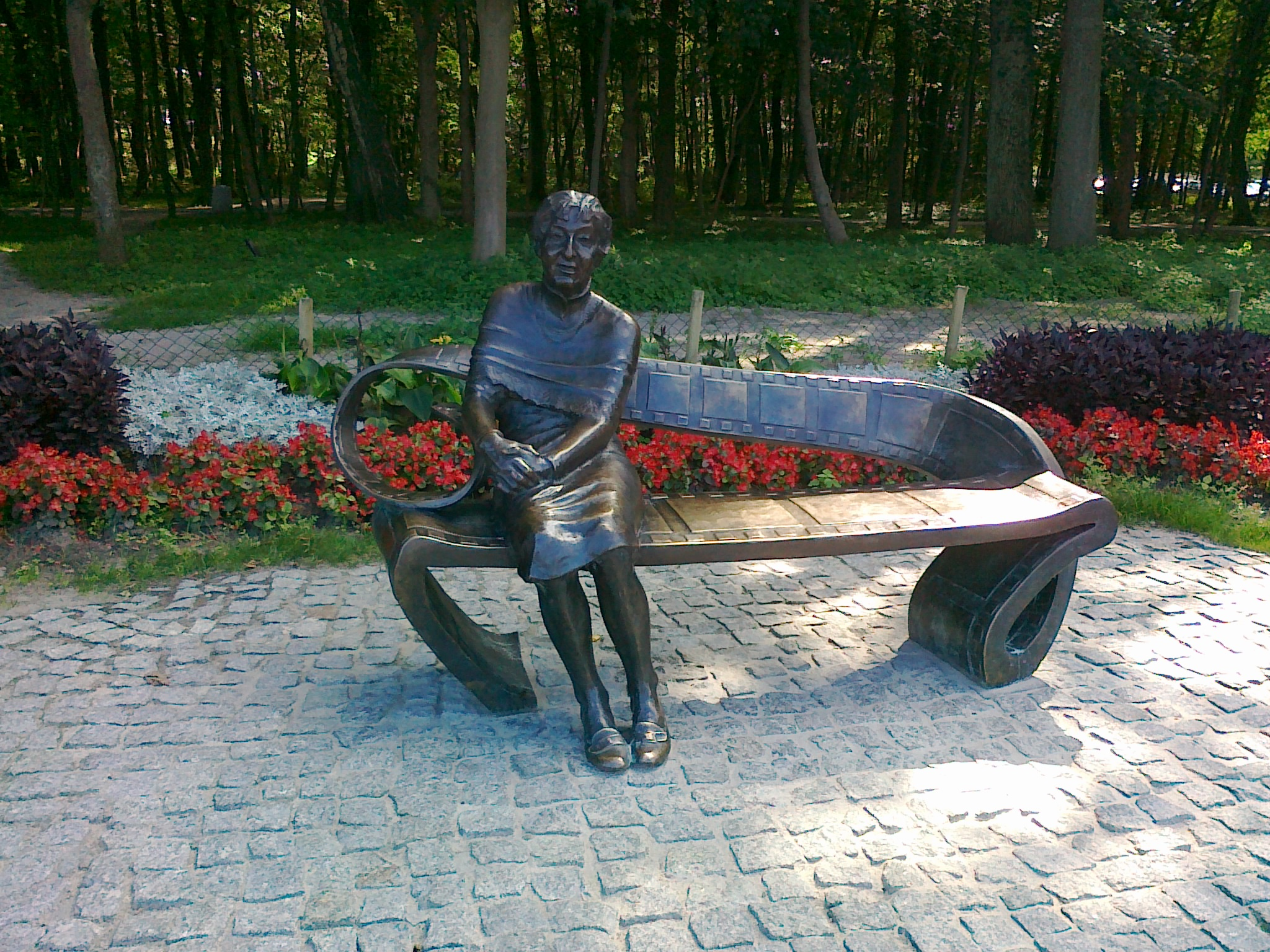
Лавка Ірени Квятковської на набережній в Устці

Ірена Квятковська померла в Будинку актора в Сколімові.
Похорон акторки відбувся 14 березня 2011 року в базиліці св. Хреста у Варшаві. Святу Месу очолив о. Вєслав Нєвенгловський, який зачитав листа від Митрополита Варшавського кардинала Казимира Нича. В останню путь акторку проводжала сім'я і численні артисти, в тому числі Ольгерд Лукашевич, Майя Коморовська, Барбара Краффтувна, Аліна Яновська, Георгій Груза, Тереза Ліповська, Єжи Поломський, Войцех Млинарський, Станіслав Брейдигант, Jacek Kawalec, Яцек Блавут та інші. Також був присутній міністр культури Богдан Здроєвський, який виголосив прощальну промову.
Похована поруч з чоловіком на Повонзківському цвинтарі у Варшаві (секція 189-1-6).

## Фільмографія
| рік       | назва                                                        | Роль                                             | Коментарі                                                          |
| --------- | ------------------------------------------------------------ | ------------------------------------------------ | ------------------------------------------------------------------ |
| 1939      | Моя мама - це я!                                             | brak danych (?)                                  | Film nieukończony, prace przerwał wybuch II wojny światowej        |
| 1945      | 2 x 2 = 4                                                    | paniusia przed lustrem                           | propagandowy, reżyseria: Antoni Bohdziewicz, Tadeusz Makarczyński  |
| 1953      | Зробити справу                                               | pasażerka wagonu sypialnego                      | komedia, reżyseria: Jan Rybkowski, Jan Fethke                      |
| 1958      | Солдат королеви Мадагаскару                                  | Aniela Lemięcka                                  | komedia muzyczna, reżyseria: Jerzy Zarzycki                        |
| 1959      | Тисяча талярів                                               | Eulalia                                          | komedia, reżyseria: Stanisław Wohl                                 |
| 1961      | Друга людина                                                 | Gorzycka                                         | obyczajowy, reżyseria: Konrad Nałęcki                              |
| 1962      | І ти станеш індіанцем                                        | redaktorka pisma «Kobieta Anioł»                 | komedia sensacyjna, reżyseria: Konrad Nałęcki                      |
| 1962      | Клуб холостяків                                              | swatka Dziurdziulińska                           | komedia muzyczna, reżyseria: Jerzy Zarzycki                        |
| 1963      | Добрі гріхи                                                  | Firlejowa                                        | komedia, reżyseria: Mieczysław Waśkowski                           |
| 1965–1966 | Громадянська війна                                           | Zofia Jankowska                                  | serial telewizyjny, reżyseria: Jerzy Gruza                         |
| 1966      | 101 далматинець                                              | Gęś (polski dubbing)                             | animowany, reżyseria: Maria Piotrowska                             |
| 1967      | Шахрайська блоха                                             | Pchła Szachrajka (głos)                          | animowany, reżyseria: Zofia Ołdak                                  |
| 1968      | Слоне, будь ласка (мультсеріал)                              | mama Pinia (głos)                                | serial animowany, reżyseria: Piotr Paweł Lutczyn                   |
| 1970      | Дятел                                                        | sanitariuszka                                    | komedia, reżyseria: Jerzy Gruza                                    |
| 1974–1977 | 'Сорокарічна                                                 | Kobieta Pracująca                                | serial telewizyjny, reżyseria: Jerzy Gruza                         |
| 1976      | Я метелик, або роман 40-річної                               | Kobieta Pracująca                                | komedia, reżyseria: Jerzy Gruza                                    |
| 1978      | Привіт, Szpicbródka, або остання вистава короля зловмисників | Makowska                                         | musical, reżyseria: Janusz Rzeszewski, Mieczysław Jahoda           |
| 1978      | Слоне, будь ласка                                            | mama Pinia (głos)                                | animowany, reżyseria: Witold Giersz                                |
| 1979      | Таємниця шифру Марабу                                        | Molesta Zgrzypik, ciotka Malwinki (głos)         | animowany, reżyseria: Maciej Wojtyszko                             |
| 1983      | 'Двадцяті… тридцяті…                                         | Міс Анджела                                      | musical, reżyseria: Janusz Rzeszewski                              |
| 1986      | Замінники                                                    | Maria Piórecka, matka Kasi                       | serial telewizyjny, reżyseria: Stanisław Bareja                    |
| 1988      | Пан Клекс у космосі                                          | kula informacyjna (głos)                         | familijny, reżyseria: Krzysztof Gradowski                          |
| 1991      | Контрольовані дзвінки                                        | Lusia, ciotka Ochódzkiego                        | komedia, reżyseria: Sylwester Chęciński                            |
| 1993      | Сорокарічна. 20 років потому                                 | Kobieta Pracująca (odcinki: 2, 7, 8, 12, 14, 15) | serial telewizyjny, reżyseria: Jerzy Gruza                         |
| 1993–1994 | Казки пана Балагана                                          | Babcia Ala                                       | serial animowany, reżyseria: Bronisław Zeman                       |
| 1995      | 101 dalmatyńczyków (film 1961)                               | Gęś (polski dubbing)                             | animowany, reżyseria: Ewa Złotowska                                |
| 2000      | Коли ночі стають короткими                                   | (wycięty epizod)                                 | dramat, reżyseria: Mona J. Hoel                                    |
| 2000–2001 | Graczykowie                                                  | фея (серії: 34, 39, 40, 52)                      | Серіал, режисер Кшиштоф Ярошинський                                |
| 2002      | Graczykowie, czyli Buła i spóła                              | wróżka (odcinek 39)                              | serial telewizyjny, reżyseria: Krzysztof Jaroszyński               |
| 2008      | Ще не вечір                                                  | aktorka Irena                                    | dramat, reżyseria: Jacek Bławut                                    |
| 2009      | Няня                                                         | matka Hieronima (odcinek 115)                    | serial telewizyjny, reżyseria: Jerzy Bogajewicz                    |
| 2019      | Убийте його і покиньте це місто                              | Kobieta w pociągu (głos)                         | film animowany, reżyseria: Mariusz Wilczyński (wydany pośmiertnie) |

## Ордени та медалі
- Командорський хрест із зіркою Ордена Відродження Польщі (2 вересня 2009)[15][16],
- Командорський хрест Ордена Відродження Польщі (29 листопада 2000)[17],
- Офіцерський хрест ордена Відродження Польщі (11 липня 1955)[18],
- Орден Трудового Прапора 2-го ступеня (1976)[19].
- Медаль 30-річчя Народної Польщі (1974),
- Медаль 10-річчя Народної Польщі (1954),
- Знак 1000-ліття Польської Держави (1967),
- Золота медаль «За заслуги перед культурою Gloria Artis» (27.09.2005)[20],
- Золотий знак Пошани Полонського Товариства (1987),
- Пам'ятна медаль «Про Мазовію» (2006)[21],
- Почесний знак Спілки сліпих (1994),
- Орден «Ecclesiae populoque servitum praestanti» (2002),
- Орден Посмішки (1998).

## Інші нагороди
- 1952 — Почесна грамота міністра культури і мистецтва,
- 1953 р. — Державна премія ІІ ступеня за сценічну діяльність "за видатні акторські заслуги в галузі сатири, зокрема в програмах Театру Сатириків і Театру Сирена у Варшаві ",
- 1965 — Премія Голови за Радіо і телебачення за видатні акторські досягнення в телевізійних розважальних програмах,
- 1967 — «Золота маска», нагорода редакції " Express Wieczorny ",
- 1968 — «Золота маска», нагорода редакції " Express Wieczorny ",
- 1968 — переможець плебісциту на найпопулярнішу жінку у Варшаві,
- 1969 — «Золота маска», нагорода редакції " Express Wieczorny ",
- 1970 — Мистецька премія міста Варшави,
- 1971 — «Золота маска», нагорода редакції " Express Wieczorny ",
- 1971 — Мистецька премія міста Варшави,
- 1971 — Варшавець року[22],
- 1973 — " Золотий мікрофон " за створення образів Пластуся та пані Євфимії та за сукупність видатної гри в радіопередачах для дітей і дорослих[23],
- 1993 — " Wielki Splendor ", нагорода Театру Польського радіо за радіотворчість[24],
- 1994 — «Прометей», премія за видатні сценічні досягнення,
- 1995 — " Diamentowy Mikrofon " — Почесна нагорода з нагоди 70-річчя Польського радіо[23],
- 1995 — «Grzymały Golden Laurel», нагорода Бидгощського театрального товариства за найкращих акторів,
- 1995 — «Супер Віктор»,
- 1995 — «Варшавянин 1995 року», титул у плебісциті " Express Wieczorny ",
- 2002 — «Зірка польського телебачення», нагорода з нагоди 50-річчя TVP за творчість у телетеатрі та кабаре,
- 2003 — Премія за життєві досягнення на 4-му фестивалі доброго гумору в Трай-Сіті,
- 2003 — Відбиток руки на набережній зірок під час 8-го Фестивалю зірок у Мендзиздроє,
- 2007 — Лавр майстра польського слова[25],
- 2008 — «Комедійна актриса століття» — нагорода плебісциту " Золоті качки ",
- 2008 р. — 5 місце в опитуванні «Політики» щодо найвизначніших польських акторів 20 століття.

## Книги про Ірену Квятковську
- Роман Дзевонський, Ірена Квятковська та відомі злочинці, Муза 2003,ISBN 83-7319-479-7)
- Ірена Квятковська читає «Дітей з Буллербіна» Астрід Ліндгрен (включає, серед іншого, профіль актриси; Бібліотека " Gazeta Wyborcza " 2007,ISBN 978-83-60225-79-0 ; серія: «Майстри слова»)
- Марцін Вільк, Квятковська. Жарти закінчилися (2019)

## примітки
1. 1 2 3  Deutsche Nationalbibliothek Record #130023930 // Gemeinsame Normdatei — 2012—2016.
2. 1 2  Find a Grave — 1996.
3. ↑  http://www.thenews.pl/national/artykul150496_irena-kwiatkowska-star-takes-final-bow.html
4. ↑  Metryki.Genealodzy.pl — akt urodzenia Ireny Kwiatkowskiej
5. ↑  , Marcin Wilk, "Kwiatkowka: żarty się skończyły"
6. ↑  Irena Kwiatkowska była związana z Katowicami i Śląskiem
7. ↑  Zmarła Irena Kwiatkowska.
8. ↑  FilmPolski.pl - Irena Kwiatkowska (пол.)
9. 1 2 3 4 5 6  Odeszła Irena Kwiatkowska. polskieradio.pl. 3 березня 2011.
10. ↑  Bolesław Kielski на сайті  filmpolski.pl (пол.)
11. ↑  Tygodnik «To & Owo» nr 5, 31.01.2017, s. 12-13
12. ↑  TVN24 – Nie żyje Irena Kwiatkowska.
13. ↑  Irena Kwiatkowska pożegnana przez rodzinę, przyjaciół i świat artystyczny. onet.pl. 14 березня 2010. Архів оригіналу за 17 березня 2011. Процитовано 26 березня 2023. [Архівовано 2011-03-17 у Wayback Machine.]
14. ↑  , admin, "Jutro NIE idziemy do kina, czyli o filmach, które padły ofiarą wojny"
15. ↑  M.P. z 2010 r. nr 27, poz. 256 (Irena Kielska) «za działalność na rzecz rozwoju polskiej kultury, za osiągnięcia w pracy artystycznej».
16. ↑  Order dla aktorki komediowej stulecia. prezydent.pl. 209-09-08. Архів оригіналу за 24 січня 2021. Процитовано 26 березня 2023. [Архівовано 2021-01-24 у Wayback Machine.]
17. ↑  M.P. z 2001 r. nr 4, poz. 78 (Irena Kwiatkowska-Kielska) «za wybitne zasługi w długoletniej działalności radiowej».
18. ↑  M.P. z 1955 r. nr 91, poz. 1144 «za zasługi w dziedzinie kultury i sztuki».
19. ↑  Kronika wydarzeń w Warszawie 1 I–31 III 1976. Kronika Warszawy. 3 (27): 117. 1976.
20. ↑  Hamelusz, Agnieszka (10 грудня 2005). Glorie Artis dla policjantów. Stołeczny Magazyn Policyjny. Komenda Stołecznej Policji (4 /2005).
21. ↑  Pro Masovia – 2006 r. mazovia.pl.
22. ↑  Encyklopedia Warszawy, Wydawnictwo Naukowe PWN, Warszawa, 1994, ISBN 83-01-08836-2, s. 929.
23. 1 2  Zmarła Irena Kwiatkowska. empik.com. 3 березня 2011.
24. ↑  Wielki Splendor – nagrody Teatru Polskiego Radia wręczone. prsa.pl. 1 грудня 2008.
25. ↑  Odeszła kolejna Mistrzyni. Mistrz Mowy Polskiej. marzec 2011.